# 一意性
一意性、ユニーク（英: uniqueness）とは、誰かまたは何かが他のものと比較して異なる状態または状態のこと。 人間に関連して使用される場合、人の性格や特性に関連しており、その人が所属している文化における一般的な性格特性とは異なることを示している。 一意性という用語が物に関連して使用される場合、多くの場合は、ある製品を同じカテゴリ内の他の製品から目立たせて宣伝または販売するために使用される。